# فالسيكا
فالسيكا (بالإسبانية: Valseca)‏ هي municipality of Spain تقع في إسبانيا في شقوبية (مقاطعة).